# Grand Theft Auto IV
Grand Theft Auto IV (kurz GTA IV) ist das neunte Spiel der Grand-Theft-Auto-Reihe. Das Spiel wurde vom schottischen Hersteller Rockstar North entwickelt und ist am 29. April 2008 für die Xbox 360 und PlayStation 3 erschienen. Die PC-Version wurde am 2. Dezember 2008 veröffentlicht.
Das Spiel handelt von dem Protagonisten Niko Bellic und dessen Suche nach einem Verräter aus dem Krieg. Schauplätze der Handlung sind hauptsächlich die Stadt Liberty City, die ein satirisches New York abbildet, und der benachbarte Bundesstaat Alderney, welcher auf New Jersey basiert. GTA IV ist wie die Vorgänger ein Third-Person-Shooter mit Rennspiel-Elementen, der dem Open-World-Prinzip folgt.
Bereits in der ersten Woche wurden sechs Millionen Einheiten des Spiels verkauft, wodurch ein Umsatz von ungefähr 500 Millionen Dollar erzielt werden konnte. Darüber hinaus ist GTA IV laut den Internet-Ranglisten GameRankings und Metacritic eines der höchstbewerteten Videospiele. GTA IV wurde bis 2013 über 25 Millionen Mal verkauft.
Der Nachfolger Grand Theft Auto V erschien 2013.

## Handlung
Das Spiel spielt im Jahr 2008. Der Spieler wird in GTA IV erstmals in mehreren Situationen vor die Wahl gestellt, über das Schicksal anderer Charaktere zu entscheiden. Die Handlung wird dadurch jedoch nicht wesentlich beeinflusst. Die wichtigsten Stellen sind in der folgenden Darstellung des Handlungsverlaufs enthalten.
Auf Wunsch seines Cousins Roman kommt der serbisch sprechende Osteuropäer Nikolai „Niko“ Bellic als Immigrant in die fiktive Stadt Liberty City, die dem realen New York City nachempfunden ist. In E-Mails und Briefen hat Roman stets erklärt, wie weit er es in Amerika gebracht habe und wie wohlhabend und erfolgreich er nun sei. Als Niko in Europa in Schwierigkeiten steckt, entschließt er sich nach Amerika auszuwandern, in der Hoffnung auf ein besseres Leben. Dort will Roman mit ihm zusammen den „American Dream“ leben. Außerdem ist Niko auf der Suche nach einem Mann, der ihn und seine Freunde im Krieg verraten hat und sich inzwischen in Liberty City aufhalten soll.
Als Niko in Liberty City ankommt, entdeckt er schnell, dass Roman in Wirklichkeit nicht reich und erfolgreich ist. Roman ist verschuldet und unterhält mit seiner Freundin Mallorie ein kleines Taxiunternehmen. Er lebt in Hove Beach, einem hauptsächlich von osteuropäischen Einwanderern bewohnten Stadtviertel, in einer kleinen Wohnung, die er mit Niko teilt. Die erste Zeit nach seiner Ankunft erledigt Niko Aufträge für Roman und dessen Gläubiger „Vlad“, der Verbindungen zur russischen Mafia hat. In dieser Zeit lernt Niko seine erste Freundin Michelle, seinen treuen Kumpan Little Jacob, einen jamaikanischen Drogendealer, und den Steroide-einnehmenden Fitnessenthusiasten Brucie Kibbutz kennen. Schließlich stellt sich heraus, dass Vlad, der die beiden Cousins ständig bedroht und erpresst, auch ein Verhältnis mit Mallorie, Romans Freundin, hat. Als die beiden Cousins Vlad zur Rede stellen, kommt es zu einem Streit, infolgedessen Vlad von Niko getötet wird.
Vlads Geschäftspartner, zwei russische Mafia-Mitglieder namens Mikhail Faustin und Dimitri Rascalov, sind über dessen Tod nicht sonderlich traurig. Sie verlangen jedoch von Niko, dass er als Ersatz einige Aufträge für sie erfüllt. Da beide sich nicht immer einig sind, führt dies dazu, dass schließlich Dimitri von Niko die Ermordung Faustins verlangt. Als Belohnung soll Niko Geld von Dimitri erhalten, wird aber bei der Übergabe von diesem an einen alten russischen Gläubiger namens Bulgarin verraten. Niko kann mit Hilfe seines Freundes Little Jacob entkommen, doch in der Zwischenzeit lässt Dimitri Romans Wohnung und dessen Taxiunternehmen abbrennen, weshalb beide im Stadtteil Bohan untertauchen müssen.
Romans Freundin Mallorie organisiert für beide eine Wohnung in Bohan. Über sie lernt Niko auch den Ex-Verbrecher und Möchtegern-Fernsehstar Manny Escuela und die Dealerin Elizabeta kennen. Für beide erledigt er Aufträge, bis er eines Tages bei einer Drogenübergabe von seiner Freundin Michelle überrascht wird, die sich als verdeckte Ermittlerin des Geheimdienstes „IAA“ (in Anlehnung an die CIA) entpuppt. Elizabeta erschießt unterdessen in einem Streit Manny; der Kontakt bricht ab, da Elizabeta wegen der gescheiterten Drogenübergabe erwartet, verhaftet zu werden. Über Elizabeta lernte Niko zuvor auch den Drogendealer Playboy X kennen und dann auch dessen früheren Freund Dwayne, der nach langjähriger Haftstrafe völlig verbittert aus dem Gefängnis entlassen worden ist. Dwayne und Playboy X vertrauen sich jedoch nicht mehr und deren ehemalige Freundschaft verwandelt sich immer mehr in eine Feindschaft. Der Streit eskaliert, als sowohl Playboy wie auch Dwayne von Niko verlangen, den jeweils anderen zu töten. Der Spieler kann an dieser Stelle selbst entscheiden, auf wessen Seite er sich schlägt.
Ebenfalls über Elizabeta lernt Niko die drei Brüder der irischen McReary-Familie kennen sowie deren Schwester Kate, zu der Niko bald eine Beziehung aufbaut. Mit den McRearys überfällt er unter anderem die Bank von Liberty City. Im weiteren Verlauf der Handlung kommt es zum Konflikt zwischen Derrick McReary und Francis McReary, einem korrupten Polizisten, sodass Niko erneut vor die Entscheidung gestellt wird, einen der beiden zu töten. Die als FIB-Ermittlerin enttarnte Michelle bringt Niko mit „United Liberty Paper“ zusammen, einem Tarnunternehmen einer regierungsnahen Organisation, die im Gegenzug für die Ermordung eines unliebsamen Zeugen Niko bei der Suche nach dem serbischen Verräter hilft.
Über die McReary-Brüder erhält Niko Kontakt zur italienischen Mafia, deren Drahtzieher Ray Boccino, Phil Bell und Don Jimmy Pegorino sind. Mit Rays Hilfe findet Niko den ehemaligen Kriegskameraden Florian, der von Niko als Verräter an seiner ehemaligen Einheit verdächtigt wird. Es stellt sich aber heraus, dass Florian, der sich jetzt „Bernie“ nennt und eine homosexuelle Affäre mit dem stellvertretenden Bürgermeister pflegt, nicht der Verräter sein kann. Florian und Niko freunden sich wieder an. Nun ist für Niko allerdings klar, dass nur Darko Brevic der Verräter sein kann. Die Kontaktperson von United-Liberty bringt Niko mit Jon Gravelli, dem Anführer der mächtigsten Mafia-Familie in Liberty City, zusammen. Dieser macht Darko in Rumänien ausfindig. Nachdem Niko auch für Gravelli einige Aufträge erledigt hat, wird mit Hilfe von United-Liberty Darko von Rumänien nach Liberty City entführt und an Niko ausgeliefert. An dieser Stelle kann der Spieler wieder entscheiden, ob er Darko tötet oder ihn am Leben lässt.
Danach steht die Heirat zwischen Roman und Mallorie an. Don Pegorino verlangt von Niko, noch einmal mit Dimitri Rascalov zusammenzuarbeiten. An dieser Stelle hat der Spieler die Möglichkeit, sich für oder gegen den Deal mit Dimitri zu entscheiden. Entscheidet der Spieler sich für den Deal und erledigt den Auftrag, verrät Dimitri Niko erneut und lässt Roman bei seiner Hochzeit ermorden. In der finalen Mission betrügt Dimitri auch Pegorino und erschießt ihn, so dass Niko nach einer langen Verfolgungsjagd Dimitri am Fuß der Statue of Happiness töten muss.
Entscheidet der Spieler sich gegen Pegorinos Wunsch und tötet Dimitri sofort, zieht man den Hass der italienischen Mafia auf sich, weshalb Pegorino Nikos Freundin Kate auf Romans Hochzeit bei einem Drive-by-Überfall erschießt. In der finalen Mission muss Niko daher den übrig gebliebenen Pegorino am Fuß der Statue of Happiness töten.

## Spielprinzip

### Haupt- und Nebenmissionen
Das Spielprinzip unterscheidet sich nur in wenigen Punkten von denen der Vorgänger. Es existieren eine Reihe von Missionen, die in die Haupthandlung eingebettet sind, sowie eine Reihe von Nebenmissionen, die außerhalb der Handlung durchgeführt werden können. Die Hauptmissionen beinhalten genau wie bei den Vorgängern das Durchführen von kriminellen Aufgaben zumeist unter Zuhilfenahme von Waffen und Fahrzeugen. Die Missionen sind nicht linear, d. h., dass der Spieler manchmal die Auswahl zwischen mehreren Missionen hat.
Wie üblich in der Reihe können als Nebenmissionen Straßenrennen gefahren, „Unique Stunts/Monster Stunts“ durchgeführt und Autos gestohlen und verkauft werden. Taximissionen sowie eine Sammelaktion sind ebenfalls vorhanden. In Polizeiwagen kann der Polizeicomputer benutzt werden, um z. B. Bürgerwehrmissionen zu starten oder Personen zu identifizieren. Jedoch gibt es im Vergleich zu den zwei Vorgängern GTA: Vice City und GTA: San Andreas keine Möglichkeit mehr, Gebäude oder Läden zu kaufen und dadurch weitere Nebeneinnahmen und Missionen zu erhalten. Auch andere Tätigkeiten ohne große Belohnung (Freizeitbeschäftigungen) wie einfaches Fernsehen, Kabarettbesuche oder Spiele wie Darts, Bowlen und Poolbillard sind möglich. Es existieren Internetcafés mit über 100 eigens für das Spiel parodierten Webseiten und Blogs, die sich der Spieler ansehen kann.
Ebenso wie der Vorgänger GTA: San Andreas enthält das Spiel keine Amoklauf-Missionen (sogenannte Rampages). Diese Missionen, in denen der Spieler unter Zeitdruck eine bestimmte Anzahl von Gegnern töten muss, waren in GTA III und GTA: Vice City enthalten, mussten aber aus der deutschen Version entfernt werden, um eine Indizierung zu vermeiden.
Im Vergleich zu San Andreas wurde die Bedeutung der Freundschaften erheblich ausgebaut. Der Spieler baut sich ein Netzwerk aus Personen auf, die dem Spieler nützliche Boni verschaffen, wenn er sich regelmäßig mit ihnen trifft und die oben beschriebenen Freizeitbeschäftigungen durchführt.

### Weitere Details
Das Speichersystem wurde in GTA IV ausgebaut. Es ist weiterhin möglich den Spielstand in „Safe Houses“ zu speichern, solange man sich nicht innerhalb einer aktiven Mission befindet. Zusätzlich wird zum ersten Mal in der Serie der Spielstand am Ende einer Mission automatisch gespeichert. Falls die Mission fehlschlägt, empfängt der Spieler auf seinem Handy eine SMS, die es ihm ermöglicht, diese Mission direkt neu zu starten.
Das Fahndungssystem wurde überarbeitet und ähnelt dem System in Scarface: The World Is Yours: Die Polizei sucht den Spieler in einem Fahndungskreis, der größer wird, je mehr Verbrechen er begeht. Gelingt es dem Spieler, aus dem Fahndungskreis zu entkommen, ist die Fahndung nach Ablauf einer kurzen Zeitspanne beendet. Wird der Spieler jedoch während der Fahndung gesichtet, so wird der Fahndungskreis erneut auf den Spieler zentriert.
Die Spielfigur ist wie in GTA: San Andreas in der Lage, auf Dächer und über Zäune zu klettern, zu schwimmen, sich zu ducken und sich zusätzlich entlang von Objekten zu hangeln. Jedoch ist die Spielfigur nicht mehr in der Lage zu tauchen. Die im Vorgänger eingeführten Rollenspiel-Elemente wurden entfernt, sodass die Fähigkeiten der Spielfigur sich nicht mit der Zeit verbessern. Das Aussehen kann nur durch neue Bekleidung verändert werden.
Eine Neuerung beim Ziel- und Kampfsystem gegenüber GTA: San Andreas ist die Möglichkeit, auf Knopfdruck an der nächstmöglichen Stelle Deckung zu suchen.
Ein Navigationssystem ergänzt die bisherige Karte und zeigt den korrekten Fahrtweg zum Ziel an. In wertvolleren Autos wird der richtige Fahrtweg zusätzlich durch eine Sprachausgabe angegeben.
GTA IV unterstützt unterschiedliche Multiplayer-Modi. Bis zu 16 Spieler können in zwölf Spielmodi gegeneinander antreten und bis zu vier Spieler können an drei Team-Missionen teilnehmen. So kann in den Team-Missionen ein Spieler als Fahrer fungieren, während die anderen aus dem Fahrzeug schießen. Neben den üblichen Spielmodi wie Deathmatch oder Team-Deathmatch können die Spieler Rennen gegeneinander fahren oder unter Zeitdruck Fahrzeuge stehlen und Missionen absolvieren. Dabei gewinnt der Spieler, der am schnellsten die Mission absolviert.

### Spielwelt
Die Karte ist insgesamt kleiner als die des Vorgängers GTA: San Andreas, ist dafür jedoch weit detaillierter gestaltet. Sie besteht aus drei großen, drei kleinen und einer mittelgroßen Insel, von denen zu Beginn nur die östlichen Inseln ohne weiteres zugänglich sind. Betritt der Spieler eine gesperrte Insel, so löst dies den höchsten Fahndungslevel aus.
Die Karte ist vier von fünf Stadtbezirken von New York sowie einem Teil von New Jersey nachempfunden. Broker ist das GTA-IV-Gegenstück zu Brooklyn, Algonquin entspricht Manhattan, Dukes ist Queens, Bohan die Bronx und Alderney entspricht New Jersey. Staten Island wurde hingegen komplett weggelassen. Einige Sehenswürdigkeiten bzw. Wahrzeichen der Stadt sind ebenfalls ins Spiel aufgenommen worden, darunter die Achterbahn Cyclone auf Coney Island in Brooklyn, die Domino Sugar Factory, der Triumphbogen Grand Army Plaza, die noch stehenden Überreste der Weltausstellung New York World’s Fair aus dem Jahr 1964, der Central Park, das Empire State Building und der Times Square. Das GTA-IV-Äquivalent der Freiheitsstatue heißt Statue of Happiness und hält statt einer Fackel einen Starbucks-ähnlichen Kaffeebecher in der Hand.
Zur Fortbewegung stehen dem Spieler in GTA IV Boote, Helikopter, Autos, Motorräder sowie einige Spezialfahrzeuge wie Gabelstapler oder Müllwagen zur Verfügung. Auch kann der Spieler eine Hochbahn und eine U-Bahn nutzen. Flugzeuge sind dagegen nicht benutzbar. Neben einfachen Waffen sind auch Sturmgewehre wie AK-47 und M4 sowie schwere Waffen wie die RPG-7 im Spiel vorhanden.
Die Simulation der virtuellen Welt wurde verfeinert, indem mehr alltägliche Vorgänge eingebaut wurden: Die Passanten reagieren auf Regen, Polizisten verteilen Strafzettel und Müllmänner sammeln Müll ein. Des Weiteren ist die Modellierung aufwändiger als in den bisherigen Spielen. So sind die Straßenzüge individuell gestaltet und das Aussehen der Passanten ist abwechslungsreicher.
Die KI der Gegner ist gegenüber den Vorgängern verbessert worden. Sie suchen eigenständig nach Deckung und agieren koordiniert.

## Produktionsdetails

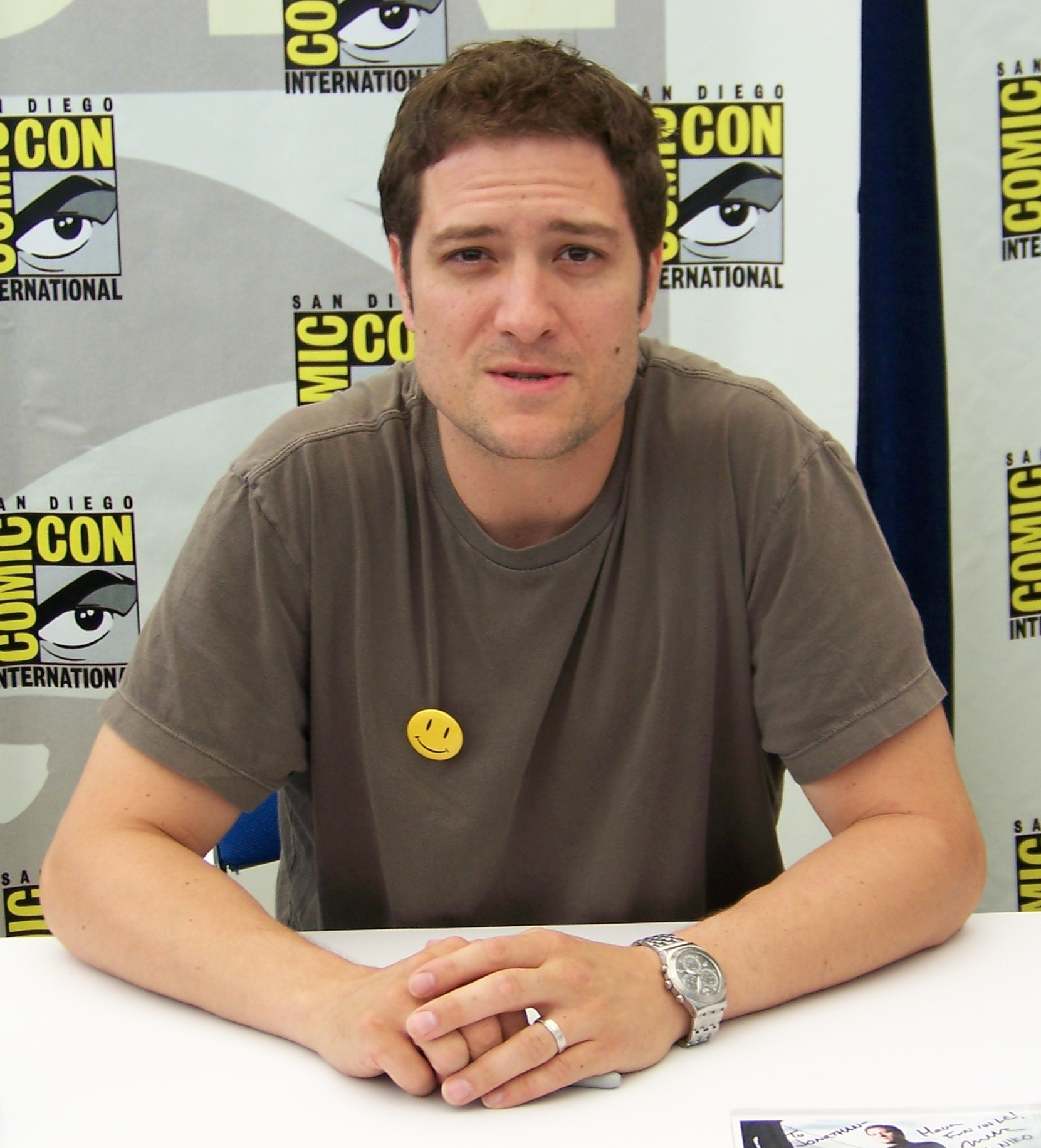
Michael Hollick (2008), Sprecher der Hauptfigur Niko Bellic

Bei der Produktion von GTA IV waren bis zu 150 Entwickler tätig. Die Produktionskosten gibt der Produzent Leslie Benzies grob mit 100 Millionen Dollar an, und die Gesamtzahl der an GTA IV beteiligten Personen mit circa 1000. Des Weiteren seien von New York mehr als 100.000 Fotos gemacht worden.
Leslie Benzies ist der Produzent, Sam Houser ausführender Produzent, Dan Houser und Rupert Humphries haben die Handlung entworfen und Dan Houser und Lazlow Jones sind für die Moderationsbeiträge der Radiosender verantwortlich. Die Hauptfigur Niko wird von Michael Hollick gesprochen, der für seine Stimme und Motion-Capturing 100.000 Dollar erhalten hat.

### Technik
Im Spiel wird die von Rockstar selbst entwickelte Rockstar Advanced Game Engine (RAGE) verwendet. Für die realistische Darstellung von menschlichen Bewegungsabläufen innerhalb des Spiels setzt diese die von der Firma NaturalMotion entwickelte Euphoria Engine ein. Im Unterschied zum Ragdoll-Verfahren simuliert Euphoria die Muskeln und das Nervensystem, um realistischere Bewegungsabläufe zu erzeugen. Auch Schläge und Schüsse auf Personen wirken realistischer. Euphoria arbeitet parallel zur Game Engine und bietet den Vorteil, dass die beschriebenen Bewegungsabläufe nicht mehr wie zuvor während der Entwicklung des Spiels aufgenommen oder vorberechnet werden, sondern dass sie, während das Spiel gespielt wird, individuell berechnet werden.
Generell wurden im Spiel die Licht- und Schatteneffekte im Vergleich zu den Vorgängern verbessert. So werden Sonnenstrahlen von Autos, Fensterscheiben und vom Asphalt reflektiert. Auch die Darstellung von Wasseroberflächen ist realistischer. Das Schadensmodell für Fahrzeuge wurde verfeinert und die Fahrphysik ist realistischer als in den Vorgängern.
Die beiden Konsolenversionen sind laut IGN technisch fast identisch, die PlayStation-3-Version hat allerdings ausgereifteres Antialiasing, weniger „Pop-ins“ (plötzlich auftauchende Objekte), kürzere Ladezeiten (wegen der Installation auf der Festplatte) und eine etwas stabilere Bildfrequenz im Gegensatz zur Xbox-360-Fassung.
Eine Analyse von eurogamer.net kommt dagegen auf leicht andere Ergebnisse. Die Ergebnisse der eingesetzten Antialiasing-Effekte und Filter werden als Geschmacksfrage eingestuft. Auch die Festplatteninstallation der PS3 hätte keine entscheidenden Vorteile. Lediglich bei „wilden“ Hubschraubermanövern würde die PS3 weniger „Pop-ins“ erzeugen, im normalen Spielverlauf seien keine Unterschiede feststellbar. Beide Versionen haben keine stabile Framerate, die der Xbox 360 liegt jedoch 17 bis 18 Prozent über der Framerate der PS3 und daher in manchen Situationen auch etwas über 30 Bilder pro Sekunde. Die Fernsehsendungen, die im Spiel zu sehen sind, haben in der PS3-Fassung eine höhere Auflösung. Insgesamt sei die Xbox-360-Fassung technisch besser, aber mit den kreativ eingesetzten optischen Effekten würde die PS3-Fassung mindestens so gut aussehen („in many scenarios it looks as good as the 360 version, if not better.“)
Wie einige andere Spiele (zum Beispiel Halo 3) bietet GTA IV in beiden Konsolenversionen die 1080p-Auflösung nur durch Skalierung eines Ausgangsbildes geringerer Auflösung. Die Xbox-Version berechnet das Bild aus 720p (1280 × 720) und die PS3-Version aus 640p (1152 × 640).

### Soundtrack
Der Soundtrack enthält 19 Radiosender mit teilweise bekannten Moderatoren. Der Radiosender „Vladivostok FM“ wird beispielsweise von der ukrainischen Sängerin Ruslana moderiert, die im Jahr 2004 den Eurovision Song Contest gewonnen hatte. Weitere Moderatoren sind Juliette Lewis, DJ Green Lantern, Karl Lagerfeld, Iggy Pop, Roy Ayers, Femi Kuti und Daddy Yankee.
Aufgrund von lizenzrechtlichen Bestimmungen wurde am 26. April 2018 für alle Versionen des Hauptspiels sowie für beide Episoden ein Update verteilt, das bestimmte Songs aus dem Ingame-Soundtrack entfernt hat und zum Teil durch neue ersetzte. Diese Änderungen betrafen einen Großteil des russischen Pop-Senders „Vladivostok FM“.

## Rezeption

### Verkaufszahlen

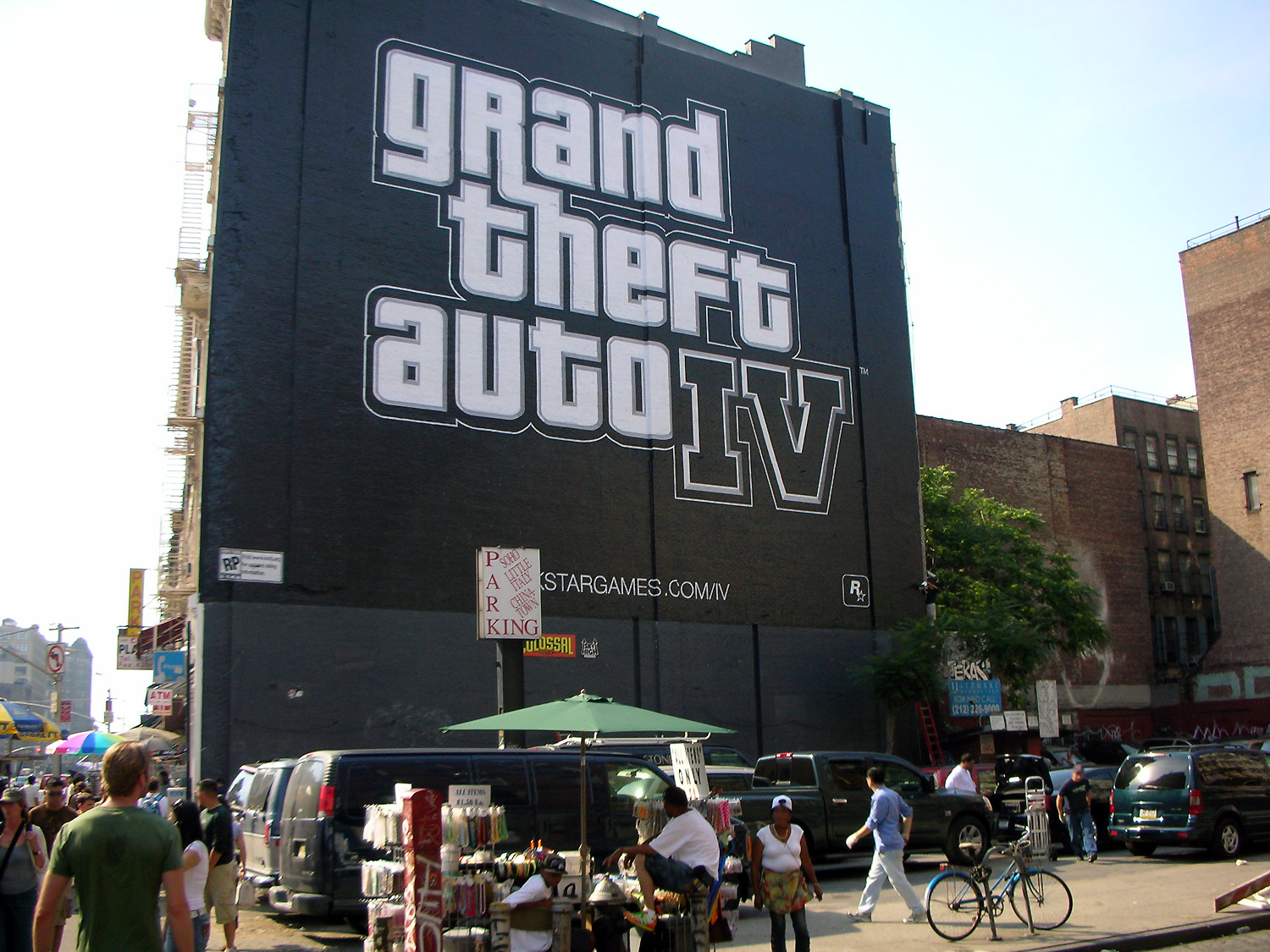
Häuserwerbung in New York City, 2007

Weltweit wurden in der ersten Woche sechs Millionen Einheiten des Spiels verkauft, davon 3,6 Millionen bereits am ersten Tag. Dies entspricht circa 500 Millionen Dollar Einnahmen in der ersten Woche und 310 Millionen Dollar am ersten Tag. Bis Ende Mai 2008 wurden weltweit elf Millionen Einheiten an den Handel ausgeliefert, wovon 8,5 Millionen verkauft wurden. Im März 2009 verkündete Take Two, dass die 13-Millionen-Marke mit 770 Millionen Dollar Einnahmen erreicht wurden. Im März 2011 folgte die Meldung über die 20-Millionen-Marke. Nach Angaben des Herstellers gab es weltweit sechs Millionen Vorbestellungen. Außerdem mache GTA IV 46,2 Prozent des Gesamtumsatzes 2008 aus. Im September 2011 wurde bekannt gegeben, dass GTA IV über 22 Millionen Mal verkauft wurde und somit den Vorgänger San Andreas überholt hat. Bis 2013 wurde das Spiel über 25 Millionen Mal verkauft.
In Großbritannien wurden in der ersten Woche 926.000 Einheiten des Spiels verkauft, wobei 631.000 Einheiten bereits am ersten Tag verkauft wurden. Darunter waren 514.000 Einheiten für die Xbox 360 und 413.000 Einheiten für die PS3. Damit wurde der Rekord von GTA: San Andreas mit 677.000 Einheiten in der ersten Woche und 501.000 Einheiten am ersten Tag übertroffen.
Die Verkaufszahlen für die Konsolen selbst wurden auch beeinflusst: Im Vergleich zur Vorwoche stiegen die PS3-Verkäufe um 127 %, die der Xbox 360 um 125 %. Für beide gab es spezielle Bundles, bei denen das Spiel vergünstigt (PS3) bzw. sogar kostenlos (Xbox 360) der Konsole beilag.
Auch in Deutschland positionierte sich das Spiel an der Spitze der Verkaufscharts, wobei mehr Einheiten für die PS3 verkauft wurden als für die Xbox 360. Im Herbst 2008 zeichnete der BIU die Konsolenfassungen mit Platin für 200.000 verkaufte Einheiten aus. Die PC-Fassung erhielt zu diesem Zeitpunkt zunächst Gold für 100.000 verkaufte Einheiten, der Platin-Award folgte im April 2009. Zusätzlich erhielt GTA IV neben drei weiteren Spielen den Multi-Plattform-Award für 500.000 verkaufte Einheiten auf mehreren Plattformen.

### Auszeichnungen
GTA IV gewann bei den MTV Game Awards 2008 drei Preise in den Kategorien: Game Of The Year, Best Supporting Role und You Got The Style. Das Time-Magazin erstellte 50 Top10-Listen für das Jahr 2008. GTA IV ist demnach das beste Computerspiel 2008.

### Bewertung in Spielemagazinen
Das Spiel erhielt von Spieletestern weltweit überdurchschnittliche Bewertungen, wobei viele Tester die höchstmögliche Bewertung vergaben. Die Website Metacritic gibt die durchschnittliche Bewertung sowohl der Xbox-360- als auch der PS3-Version mit 98/100 Punkten an, die PC-Version erzielt 90 Punkte. Als positive Merkmale werden die aufwändig und detailliert modellierte Stadt, die Handlung, Charaktere und die „brillant inszenierten“ Zwischensequenzen und der Soundtrack genannt. Auf der negativen Seite stehen die gewöhnungsbedürftige neue Fahrzeugsteuerung, Grafikprobleme wie plötzlich auftauchende Objekte, das schwierige Schießen aus dem Fahrzeug heraus, die monotone Missionsgestaltung, sowie die schwache Gegner-K.I.
Neben der äußerst positiven Besprechung der Spieletester fand für ein Computerspiel eine ungewöhnlich differenzierte mediale Berichterstattung statt. Auch die ARD und das ZDF räumten in ihren Nachrichtensendungen einige Minuten für das Spiel ein.
Während einige Kritiken eher die technischen Aspekte sowie den Spielablauf bewerteten, gingen andere Kritiken auf die Bedeutung in der Geschichte der Videospiele ein. Für Spiegel Online ist GTA IV „das größte und wichtigste Videospiel des Jahres“ und „das wohl beste, das die Welt bisher gesehen hat“. Weiterhin führe der finanzielle Erfolg „den Vertretern der alten Medienlandschaft lässig vor Augen, dass ihre unangefochtene Vorherrschaft sich dem Ende nähert“. GTA IV sei „bissiger, klüger, präziser und gewagter als alles, was Hollywood in den vergangenen Jahren hervorgebracht“ habe.
Für die sueddeutsche.de ist GTA IV „eine Sensation“, weil das Spiel „nicht nur eine der beliebtesten Videospiel-Serien aller Zeiten ist, sondern längst als Musterbeispiel für die neue Welt des Entertainment gilt“.
Für den Tagesspiegel bedient das Spiel „Sehnsüchte“, „wie Grenzüberschreitung, Freiheit und gesellschaftlicher Aufstieg“. „Alle […] können als Niko Bellic Dinge tun, die sie im normalen Leben niemals wagen würden: Sie klauen Limousinen, Motorräder oder gar Schiffe und Hubschrauber, liefern sich Schusswechsel mit der Mafia oder Verfolgungsjagden mit der Polizei, kaufen großkalibrige Waffen in dunklen Kellern und treiben Dollars für Geldhaie ein – so lange, bis die ganze New York nachempfundene Stadt den Namen Niko Bellic kennt.“
Des Weiteren sei GTA ein Spiel, das einen Ausblick in die Zukunft der Computerspiele gestatte: „Die Videospielgeschichte ist noch relativ jung, und erst langsam zeigt sich das Potenzial des Mediums als ernst zu nehmendes Kulturgut. Doch Grand Theft Auto IV ist ein Riesenschritt in eine vielversprechende Zukunft.“
IGN lobt in ihrem Review die ungewöhnlich tiefe Charakterzeichnung und die oscarreife Handlung. Das Spiel sei „ohne Frage das beste Spiel seit The Legend of Zelda: Ocarina of Time“. Grand Theft Auto III sei ein „revolutionäres“ Spiel gewesen, das eine neue Generation von 3D-Actionspielen inspiriert habe. GTA IV sei ein „großer Schritt nach vorne“, der eine „neue Messlatte für Open-World-Spiele“ setzen würde. IGN begründet dies mit der „Harmonie“ der einzelnen Bestandteile (Handlung, Spielwelt, Physik-Engine, KI) des Spiels, die sich ergänzen würden. Die Höchstwertung mit 10 Punkten will IGN nicht als „perfektes“ Spiel verstanden wissen, sondern als Anerkennung für die „Erweiterung eines Genres“, für das „Verschieben von Grenzen“ und das „Übertreffen der Konkurrenz in vielen Punkten“.
Besondere Erwähnung fand die Kritik der New York Times, da sie einen Tag vor der Veröffentlichung des Spiels erschien und in der Rubrik „Arts“ (Kunst) platziert war. Seth Schiesel bezeichnet GTA IV darin als „gewalttätige, intelligente, profane, liebenswerte, widerliche, schlaue“ kulturelle Satire, die sich als Unterhaltung tarne.

#### Reaktionen auf die Kritiken
Telepolis stellt in den Kritiken eine Änderung der Grundhaltung fest: In den aktuellen Berichten würde sich „eine neue Differenzierung und Akzeptanz des Mediums“ zeigen, die „noch vor wenigen Monaten außerhalb der spezialisierten Fachzeitschriften undenkbar“ gewesen wäre. Die bisherigen Berichte seien eher „fantasiebetriebene ‚Killerspiel‘-Kampagnen vom Schlag eines ‚Panorama‘-Journalismus, die den weniger spielaffinen Zeitgenossen mit allen Mitteln die Gefahren für Kinder und auch Erwachsene einbläuten“.
Auf der anderen Seite wäre es in Zukunft eine „Herausforderung“, „Spiele nicht nur […] mit dürren Prozentzahlen zu benoten, sondern sie tatsächlich zu kritisieren“. Denn in den Kritiken der Spieletester könne man zwischen „Hype, PR und Enthusiasmus“ schwer unterscheiden. GTA IV sei „ein gutes, vielleicht sogar ein wichtiges und großes Spiel“, aber ob es wirklich das perfekte Spiel ist, könne man „erst im Rückblick“ feststellen, „wenn die nächste Hype-Welle über die ungesund mit ihren Kritikern verwachsene Spielebranche hinweggespült ist.“
Auch GameStar stellt fest, dass die Hersteller in der „klassischen Spielekritik“ „eher Verbündete als Kontrolleure“ finden. GameStar erkennt wie Telepolis in den Prozentzahlen-Kritiken ein System, das ein Hasten von „Gipfel zu Gipfel“ bewirke. Da bereits frühere Spiele wie The Legend of Zelda: Ocarina of Time, Halo 3, BioShock und Super Mario Galaxy einen Bewertungsdurchschnitt von 94 bis 99 % erreicht hätten, würde „der Spielraum nach oben dünn“ werden „für Spitzenspiele“. Auch der Vorgänger GTA: San Andreas hatte bereits einen Durchschnitt von 96 % erreicht. Der Effekt sei, dass dadurch Schwächen des Spiels unwichtig werden. So erkennen einige Tester durchaus Schwächen bei GTA IV, würden dann im Endergebnis dennoch auf den höchstmöglichen Wert kommen, wie 10/10 Punkten oder 100 %. Im Falle von GTA IV seien 35 von 55 Kritiken, die in Metacritic erfasst wurden, die höchstmöglichen Wertungen.
Dem „klassischen Feuilleton“ fehle dagegen das Wissen um die Historie der Computerspiele. Die Feuilletonisten hätten (dem Wunsch des Spielejournalismus folgend, „in Videospielen traditionelle kulturelle Werte zu entdecken“) in GTA IV „Kulturkritik/Gesellschaftskommentar“ entdeckt. Das Ergebnis sei eine „jubelnde Berichterstattung“ und „jovialer Blick von oben, ein onkelhaftes Staunen“ über „ein gigantisches neues Medium“. So hätten es die Kritiker in den Feuilletons verkannt, „dass die vorrangige Aufgabe eines Spiels nicht zwangsläufig der Gesellschaftskommentar ist – und dass sich dennoch Satire, Zeitkritik und Scharfsichtigkeit seit Text-Adventure-Zeiten auf teils wesentlich originellere Art und Weise durch Spiele ziehen als in Grand Theft Auto IV.“

#### Kritik an der PC-Umsetzung
Am 3. Dezember 2008 wurde die PC-Version des Spiels offiziell veröffentlicht. Wie von vielen Publishern und Entwicklerstudios praktiziert, wird auch GTA IV ausschließlich mit Verfahren der digitalen Rechteverwaltung (DRM) ausgeliefert. Abgesehen von der grundsätzlich gegen DRM vorgebrachten Kritik hebe GTA IV nach Aussage von PC Games Hardware, „die Gängelei der ehrlichen Käufer […] auf ein ganz neues, geradezu erschreckendes Niveau“, Golem.de betitelt die Praxis als „eine Frechheit“. Kritisiert wird neben der zwingend durchzuführenden Online-Aktivierung, dass neben dem eigentlichen Spiel, sowie dem obligatorischen DirectX fünf weitere Programme automatisch mitinstalliert werden. Der Rockstar Games Social Club muss zum Starten des Spiels als Hintergrundprozess aktiv sein, die Registrierung beim Social Club ist zwar optional, der Benutzer wird aber bei jedem Start des Spiels darauf hingewiesen, wenn er noch nicht registriert ist. Der Service „Games for Windows Live“ wird theoretisch nur für den Mehrspielermodus benötigt, sollte der Benutzer aber bei Windows Live nicht angemeldet sein, ist das Speichern des Spielstandes nicht möglich. Der eingesetzte Kopierschutz SecuROM, welcher auch bei der Deinstallation des Spiels auf dem Computer verbleibt, verhindert häufig den Start des Spiels, weil angeblich eine Emulationssoftware auf dem Rechner installiert sei, auch wenn dies nicht der Fall ist. Neben diesen Programmen wird auch Adobe Flash und das Microsoft .Net-Framework installiert.
Die Veröffentlichung ging mit zahlreichen technischen Problemen einher, welche die PC Games Hardware dazu bewog, den Kauf des Spiels „nur bedingt“ zu empfehlen. Nach diesem Bericht startet GTA IV erst beim vierten Versuch ohne Fehlermeldungen, darüber hinaus wird bei durchschnittlich jedem fünften Start die DVD, welche zum Start des Spiels immer eingelegt sein muss, nicht erkannt. Eines der schwerwiegendsten Probleme sei, dass GTA IV bei der Verwendung einer ATI-Radeon-Grafikkarte teilweise überhaupt gar nicht spielbar ist. Die PC-Version des Spiels wird als „ressourcenfressend“ eingestuft, so ist beim Spielen eine hohe Prozessor- und Speicherauslastung zu beobachten, auch neigt das Spiel bei manchen Sequenzen dazu, zu ruckeln. GTA IV setzt bei den Grafikeinstellungen auf ein Konzept, bei dem der Benutzer die zur Verfügung stehenden Ressourcen auf verschiedene Aspekte der Grafik verteilen kann, diese werden, nach Ansicht der PC Games Hardware „unverständlicherweise“, vom VRAM der Grafikkarte beschränkt. Durch diese Beschränkung ist es unter Umständen möglich, dass Besitzer großer Bildschirme nur mit niedrigen Auflösungen und entsprechend schlechten Bildern spielen können. Dies wird insbesondere in Hinsicht darauf negativ bewertet, dass bei GTA IV, anders als üblich, die Auflösung für die Framerate kaum eine Rolle zu spielen scheint. Nach Ansicht von Golem.de sorge „das Grafikoptionen-Menü […] zum Spielstart für mehr Ärger als nötig“, die Entwickler hätten hier „keine gute Arbeit abgeliefert“.
Das Online-Magazin Rebell.at entschloss sich angesichts der vielen Probleme zu einer generellen Kaufwarnung und empfahl seinen Lesern, sich GTA IV „frühestens dann zu[zu]legen, wenn es als Budgetversion erscheint und die Registrierung nur noch für Online-Partien nötig ist.“
Auch bei der Veröffentlichung über Steam kam es zu Problemen. Im Zusammenspiel mit GFWL schlug die Aktivierung des CD-Keys massenhaft fehl. Durch fehlende Aktualisierungen der Anmeldeprozesse für RGSC und GFWL ließ sich das Spiel oft nicht mehr starten, ohne überbrückende Drittsoftware zu nutzen, welche RGSC und GFWL übersprang, um so das Spiel zu starten, welches dann aber aufgrund fehlender Authentifizierung ausschließlich im Einzelspielermodus lief. Am 29. November 2016 veröffentlichte Rockstar Games für Grand Theft Auto IV und Grand Theft Auto: Episodes from Liberty City einen Patch, welcher die Anmeldung für alle Dienste behebt, und Kompatibilität für Windows-Version nach Windows 7 erleichtert.

### Klage gegen Werbeboykott in den USA
Aufgrund eines Fernsehberichtes des Senders Fox News Chicago, der suggerierte, dass es einen Zusammenhang zwischen einer ungewöhnlich hohen Zahl von Verbrechen Ende April und dem Start einer Werbekampagne für das Spiel gab, entfernte die Stadt Chicago die Werbung für GTA IV von allen öffentlichen Verkehrsmitteln. Take 2 Interactive hat bei dem Bundesgericht in New York Klage gegen diese Maßnahme der Verkehrsbetriebe von Chicago eingereicht und beruft sich dabei unter anderem auf die Meinungsfreiheit.

### Verbote und regional zensierte Versionen
In den meisten Ländern kam das Spiel mit einer Freigabe für erwachsene Personen auf den Markt. In Australien, wo eine Freigabe ab 18 Jahren bis zum Jahr 2013 nicht existierte, musste das Spiel daher in einer gekürzten Version veröffentlicht werden, um eine Freigabe ab 15 Jahren zu erhalten. In Neuseeland wurde nach Auflagen der Jugendschutzbehörden die australische Version des Spiels verkauft, obwohl dort eine Freigabe ab 18 schon damals möglich war. Online-Händler mussten daraufhin dort Vorbestellungen im fünfstelligen Dollarbereich stornieren.
Nachdem ein 18-Jähriger einen Taxifahrer in Thailand ermordet hatte, wurde der Verkauf von GTA IV in Thailand gestoppt. Der Täter wollte nach eigenen Angaben ausprobieren, ob das Stehlen von Taxis wirklich so einfach ist, wie es im Spiel dargestellt wird. Als der Taxifahrer sich gewehrt habe, habe er zum Messer gegriffen.

## Trailer
Der erste Trailer für Grand Theft Auto IV „Things will be different“ wurde am 29. März 2007 veröffentlicht. Die Hauptperson spricht darin einen kurzen Monolog: „Life is complicated. I killed people, smuggled people, sold people. Perhaps here, things will be different.“ Dann endet der Trailer mit dem IV-Logo. Der Trailer benutzt einen ähnlichen Filmstil wie Godfrey Reggios Dokumentarfilm Koyaanisqatsi (1982), denn die Spielvorschau enthält Philip Glass’ Originalmusik aus der Doku (ein Teil des Songs „Pruitt-Igoe“) und spielt einzelne Szenen im Zeitraffer ab.
Der zweite Trailer mit dem Titel „Looking for that special someone“ erschien am 28. Juni 2007. Der Trailer enthält als Hintergrundmusik einen Song der New Yorker Band „The Boggs“ mit dem Titel Arm In Arm in der Version von Shy Child.
Mit „Move up, ladies“ (in Deutschland „Rutscht rüber, Ladys“) hat Rockstar am 6. Dezember 2007 einen neuen Trailer veröffentlicht. Der Trailer enthält als Hintergrundmusik den Song King Ring des russischen Rappers Seryoga.
Am 27. März 2008 folgte der vierte und letzte Trailer zu GTA IV, der den Titel “Good lord, what are you doing?” aka “Everyone’s a rat” trägt. Das Lied zu diesem Trailer stammt von Mavado und trägt den Namen Real McCoy.

## Add-ons

Logo von Grand Theft Auto: Episodes from Liberty City

Der erste Downloadinhalt (Episode) namens The Lost and Damned ist am 17. Februar 2009 erschienen. Protagonist ist nicht Niko Bellic, sondern der Biker Johnny Klebitz, Mitglied und stellvertretender Präsident der Motorrad-Gang „Lost“, die auch schon in Missionen des Hauptspiels eine Rolle spielte.
Das zweite Add-on mit dem Titel The Ballad of Gay Tony ist am 29. Oktober 2009 erschienen. Held des Spiels ist Luis Fernando Lopez, der Leibwächter des Nachtclub-Moguls Gay Tony. In beiden Episoden sind außer neuen Fahrzeugen und Waffen unter anderem auch neue Fernsehshows und zusätzliche Radiosongs enthalten.
Ebenfalls am 29. Oktober 2009 wurden beide Episoden unter dem Namen Episodes from Liberty City auch auf DVD veröffentlicht, zunächst nur für die Xbox 360, später, am 16. April 2010, dann auch für PlayStation 3 und den PC. Die PlayStation-Version kann sowohl auf einem Datenträger als auch im PSN erstanden werden.